# Arbeitsrecht (DDR)
Das Arbeitsrecht in der DDR ist die Gesamtheit der staatlichen Gesetze, Verordnungen und anderen Regelungen zur Gestaltung und Entwicklung der Arbeitsverhältnisse zwischen den Werktätigen und den Betrieben in der DDR. Es fand zum Teil auch Anwendung bei ehrenamtlichen oder anderweitig öffentlichen, gesellschaftlichen Tätigkeiten.

## Arbeitsrechtsparteien im Sozialismus

### Begrifflichkeiten
Die Begriffe Arbeitgeber und Arbeitnehmer kamen im offiziellen Sprachgebrauch in der DDR nicht vor, weil aus marxistischer Sicht der Lohnabhängige seine Arbeitskraft und damit seine Arbeitsleistung verkauft, also abgibt, während der Betrieb die Arbeitsleistung der Arbeitskraft entgegennimmt.
Folgerichtig sprechen das Arbeitsgesetzbuch der DDR (AGB) und andere einschlägige Quellen vom Betrieb und den Werktätigen. Zur besseren heutigen Orientierung werden die Begriffe Arbeitgeber und Arbeitnehmer in den folgenden Absätzen weiter verwendet.

### Arbeitgeberseite (Betriebe)
Der Großteil der Werktätigen war in der DDR in staatlich geleiteten, meist volkseigenen Betrieben und Institutionen angestellt.
Der Anteil privater Arbeitgeber wurde schon vor Gründung der DDR zurückgedrängt. Ab den 70er Jahren gab es nur noch einzelne, meist handwerkliche und Handel treibende Privatbetriebe, die laut Gesetz nur bis zu 10 Beschäftigte haben durften.
Von Bedeutung waren auch Genossenschaften. Als Arbeitgeber im heutigen Sinne traten die gewählten Vorstände auf. Sie verwalteten und bewirtschafteten das genossenschaftliche Eigentum der mehr oder weniger freiwillig zusammengeschlossenen Mitglieder. Es bestanden z. B. folgende Formen von Genossenschaften:
- Bäuerliche Handelsgenossenschaft (BHG)
- Konsumgenossenschaften
- Arbeiterwohnungsbaugenossenschaften (AWG)

- und vor allem die Produktionsgenossenschaften:
  - Produktionsgenossenschaften des Handwerks (PGH)
  - Landwirtschaftliche Produktionsgenossenschaften (LPG)
  - Gärtnerische Produktionsgenossenschaften (GPG)
  - Fischereiproduktionsgenossenschaften der Hochsee- und Küstenfischer (FPG)
  - Produktionsgenossenschaften der Binnenfischer (PGB)
  - Produktionsgenossenschaften werktätiger Pelztierzüchter (PwP)
  - Produktionsgenossenschaften werktätiger Zierfischzüchter (PwZ)

In der Landwirtschaft bestanden neben den LPG auch Volkseigene Güter (VEG). Als Arbeitgeber traten die jeweiligen staatlichen Leiter der VEG auf.

### Arbeitnehmerseite (Werktätige)
In seinen Geltungsbereich bezieht das AGB ein:
- Arbeiter und Angestellte, einschließlich Heimarbeiter und Lehrlinge (Werktätige)
- Zivilbeschäftigte im Bereich der bewaffneten Organe
- Werktätige, die im Auftrag ihres Betriebes oder zuständigen Staatsorgans im Ausland tätig sind
- Rehabilitanden
- Absolventen von Hoch- und Fachschulen
- Schüler und Studenten, die während der Ferien arbeiten

## Grundlegende Inhalte

### Gesetzliche Grundlagen
Grundlegende Bestimmungen zu arbeitsrechtlichen Fragen enthielten:
- Artikel 24 der Verfassung der DDR, der das Recht auf Arbeit und das Recht auf einen Arbeitsplatz formulierte.[2]
- das Arbeitsgesetzbuch (AGB)[1] enthielt alle wesentlichen arbeitsrechtlichen Bestimmungen.
- Verordnung über die Pflichten, die Rechte und die Verantwortlichkeit der Mitarbeiter in den Staatsorganen[3]
- Mutterschutzgesetz[4]
- die Arbeitsschutzverordnung (ASVO)[5]
- Arbeitschutzanordnungen (ASAO), Arbeitsschutz- und Brandschutzanordnungen (ABAO), etwa vergleichbar den Unfallverhütungsvorschriften (UVV) der heutigen gesetzlichen Unfallversicherung; Beispiel: ASAO 5 „Arbeitsschutz für Frauen und Jugendliche“[6]
- Technische Normen, Gütevorschriften und Lieferbedingungen (TGL), Pendant der DIN-Norm
- der Rahmenkollektivvertrag (RKV) mit dem FDGB (entspricht etwa einem gesamtstaatlichen Mantel-Tarifvertrag)
- Betriebskollektivverträge (BKV)
- Neuererverordnung[7] (entspricht etwa einer gesamtstaatlichen Regelung zum betrieblichen Vorschlagswesen)
- Anordnung über die arbeitsrechtliche Stellung der in kirchlichen Einrichtungen beschäftigten Arbeiter und Angestellten vom 18. Januar 1958
- weitere siehe z. B. in[8]

### Beginn und Ende von Arbeitsrechtsverhältnissen
Begründet wurden Arbeitsrechtsverhältnisse durch Arbeits- oder Lehrvertrag, Berufung oder Wahl.
War die Auflösung eines Arbeitsrechtsverhältnisses notwendig, sollte die im gegenseitigen Einvernehmen durch Aufhebungs- oder Überleitungsvertrag erfolgen. Des Weiteren gab es die fristgemäße Kündigung und die fristlose Entlassung.
Bei Kündigung und Entlassung sah das AGB zwingend eine gewerkschaftliche Zustimmung vor. Verweigerte die zuständige betriebliche Gewerkschaftsleitung (BGL) die Zustimmung, entschied auf Antrag des Betriebes die übergeordnete Gewerkschaftsleitung bzw. der übergeordnete Vorstand endgültig.
Besonderen Kündigungsschutz, Einschränkungen der Kündbarkeit oder zusätzliche Zustimmungen zu Kündigungen und Entlassungen wurden unter anderen formuliert für:
- Kämpfer gegen den Faschismus und Verfolgte des Naziregimes
- Schwangere und Mütter kleiner Kinder
- Werktätige im Wehrdienst oder Reservistenwehrdienst
- Werktätige bei Arbeitsunfähigkeit, während Quarantäne und während des Erholungsurlaubs
- Schwerbehinderte und bestimmte Erkranktengruppen
- Werktätigen mit 5 oder weniger Jahren bis zum Renteneintritt
- Jugendliche unter 18 Jahren
- Facharbeitern bis zum Ende des ersten Jahres nach Lehrabschluss

Werktätige hatten des Weiteren das Recht, gegen Änderungsverträge oder die Beendigung des Arbeitsverhältnisses Einspruch einzulegen.

### Über das Arbeitsverhältnis hinausgehende Tätigkeiten
Der Rahmenkollektivvertrag und die Betriebskollektivverträge regelten die Einkommensstruktur in der Volkswirtschaft der DDR. Leistungen darüber hinaus waren von den Werktätigen formell nicht einforderbar. Jedoch führte der politische und moralische Druck dennoch zu Leistungen über die arbeitsrechtlichen Pflichten hinaus. In der Aktivistenbewegung kam es zu Effizienzsteigerungen in der Produktion, die nur durch motivierte Werktätige möglich wurden. Der erste offiziell gefeierte Aktivist war Adolf Hennecke. Später wurden engagierte Mitarbeiter als Aktivisten der sozialistischen Arbeit ausgezeichnet. Die offizielle und von der Partei- und Staatsführung betonte Würdigung dieser Leistungen soll nicht verbergen, dass die Mitarbeiter oft bewusst im Interesse des Betriebes oder der Gesellschaft handelten und tatsächlich Leistungen über die Normative erbrachten.

### Künstler, Ärzte und andere Gruppen
Es gab Freischaffende und Angestellte in speziellen Berufen, z. B. Künstler, Ärzte, Wissenschaftler, Journalisten, Schriftsteller usw.
Arbeitsverhältnisse der Freischaffenden wurden nicht im AGB geregelt. Sie unterlagen Einzelverträgen.
Angestellte unterlagen dem AGB. Für sie galten aber Besonderheiten, z. B. in § 178 Abs. 3 ermöglichte das AGB für diese Berufsgruppen besondere Regelungen bezüglich der Überstundenarbeit. Des Weiteren enthielten die verschiedenen Betriebskollektivverträge (BKV) eigene Regelungen.

### Gesellschaftliche und ehrenamtliche Tätigkeiten
In der DDR wurde großen Wert auf gesellschaftliche und ehrenamtliche Aktivitäten gelegt. Die sollten die Verbundenheit mit dem herrschenden System dokumentieren und dem Anspruch genügen, dass die sinnvolle und der Allgemeinheit dienende Tätigkeit ein inneres Anliegen der Menschen sein müsse und nicht nur gegen Be- oder Entlohnung erbracht wird. Dennoch waren solche Tätigkeiten nicht vom Arbeitsgesetzbuch getrennt. Sofern sie mit der ideologische Vorstellungen übereinstimmten, waren sie sogar vom AGB und nachfolgenden Bestimmungen geschützt.
In § 182 AGB war die Freistellung von der Arbeit zur Wahrnehmung staatlicher und gesellschaftlicher Funktionen geregelt. Darin war unter anderem festgelegt, dass Werktätige zur Mitwirkung an der Vorbereitung und Durchführung von gesellschaftlichen, sportlichen und kulturellen Veranstaltungen entsprechend Rechtsvorschriften freizustellen waren, sofern diese Tätigkeit nicht außerhalb der Arbeitszeit durchgeführt werden konnte.
Ehrenamtliche Tätigkeiten gab es, vergleichbar mit heute, in allen Sphären des gesellschaftlichen Lebens. Sie waren von der Gesellschaft organisiert bzw. initiiert oder privat motiviert.
Obwohl es bei all diesen Tätigkeiten nicht um Arbeitsverhältnisse im engeren Sinne ging, erstreckte sich ein Teil des im 10. Kapitel des AGB geregelten Arbeits- und Gesundheitsschutzes auch auf sie. So legte § 220 Abs. 3 AGB fest, dass Unfälle bei organisierten gesellschaftlichen, kulturellen oder sportlichen Tätigkeiten Arbeitsunfällen gleichgestellt sind.

### Arbeitsrechtsstreitigkeiten
Im sozialistischen Selbstverständnis erwartete die offizielle Gesellschaft Streitigkeiten nur aus folgenden Gründen:
- Verletzung der Gesetzlichkeit,
- unvollständige oder unklare rechtliche Regelungen,
- Gesetzesunkenntnis.

Politisch motivierte oder Streitigkeiten im Zusammenhang mit Lohnforderungen, Streiks und anderen Konflikten regelte das Arbeitsrecht der DDR nicht.
Organe zur Entscheidung über Arbeitsrechtsstreitigkeiten zwischen Betrieben und Werktätigen waren:
- die Konfliktkommissionen und nach deren Abschaffung 1990 die Schiedsstellen für Arbeitsrecht
- die Kreisarbeitsgerichte und nach deren Abschaffung 1963 die Kammern für Arbeitsrecht der Kreisgerichte
- die Bezirksarbeitsgerichte und nach deren Abschaffung 1963 die die Senate für Arbeitsrecht der Bezirksgerichte
- der Senat für Arbeitsrecht des Obersten Gerichts der DDR

Die früher vorhandenen, selbständigen Arbeitsgerichte wurden 1963 in die Kreis- und Bezirksgerichte eingegliedert.
Allerdings waren Arbeitsrechte de facto eingeschränkt oder gar außer Kraft, wenn die Tätigkeit den Zielen der Partei (SED) oder Staatsmacht zuwiderlief. Wenn dies auch in vielen Fällen festgestellt werden muss, ist dennoch zu konstatieren, dass die übergroße Mehrheit der Arbeitsrechtsverhältnisse nach den oben genannten rechtlichen Grundlagen bestanden und Streitfragen danach geregelt wurden.
Im Jahr 1988 wurden z. B. 15.137 Arbeitsrechtsverfahren vor ordentlichen Gerichten beantragt (hinzu kam noch eine etwa vier Mal so große Anzahl von den Gesellschaftlichen Gerichten), wovon 14.937 abgeschlossen wurden. Nach Streitgegenstand waren es
- 1.420 Beendigungen des Arbeitsrechtsverhältnisses;
- 3.679 Lohn- oder Vergütungsforderungen einschl. Rückforderungen;
- 4.517 materielle Verantwortlichkeit des Werktätigen oder des Betriebes (Schadensersatzansprüche);
- 5.321 sonstige Arbeitsrechtsstreitigkeiten.(S. 400)[10]

## Änderungen nach 1989
Nach der Wende im Herbst 1989 erfolgte ein grundlegender Wechsel im politischen Leben der DDR. Die erstmals am 18. März 1990 frei gewählte Volkskammer (Konstituierung am 5. April 1990) strebte eine neue Ausrichtung der Gesellschaft in der DDR an, die auch zu Änderungen des Arbeits- und Sozialrechts führte.

### Änderungen im Arbeits- und Sozialrecht der DDR
Ziel der Änderungen im Arbeits- und Sozialrecht war es, politisch und ideologisch begründete Bestandteile des Rechts in der DDR aufzuheben, Ergebnisse der gesellschaftlichen Diskussion in die Gesetzgebung einzubringen und bewährte Strukturen des bürgerlichen und bundesdeutschen Rechts zu adaptieren. So wurden in der kurzen Zeit zwischen 5. April 1990 und 3. Oktober 1990 durch intensive parlamentarische Tätigkeit von der Volkskammer zahlreiche Gesetze der DDR aufgehoben oder novelliert sowie neue Gesetze verabschiedet. Als Beispiele seien aufgeführt:
- Verordnung über die Gewährung von Vorruhestandsgeld vom 8. Februar 1990, Gbl. I Nr. 7 S. 42;
- Verordnung über die Einführung gesetzlicher Feiertage vom 16. Mai 1990, Gbl. I Nr. 27 S. 248;
- Anordnung über die Förderung der Beschäftigung von Bürgern, die in ihrem Sozialverhalten gestört sind vom 29. Mai 1990, Gbl. I Nr. 34 S. 364;
- Verordnung über die Veränderung von Arbeitsrechtsverhältnissen mit ausländischen Bürgern, die auf der Grundlage von Regierungsabkommen der DDR beschäftigt und qualifiziert werden vom 13. Juni 1990, Gbl. I Nr. 35, S. 398;
- Gesetz zur Änderung und Ergänzung des Arbeitsgesetzbuches vom 22. Juni 1990, Gbl. I Nr. 35 S. 371;
- Arbeitsförderungsgesetz (AFG) vom 22. Juni 1990, Gbl. I Nr. 36 S. 403;
- Gesetz über die Sozialversicherung (SVG) vom 28. Juni 1990, Gbl. I Nr. 38 S. 486;
- Rentenangleichungsgesetz vom 28. Juni 1990, Gbl. I Nr. 38 S. 495;
- Verordnung über die Änderung oder Aufhebung von Rechtsvorschriften vom 28. Juni 1990, Gbl. I Nr. 38 S. 509;
- Gesetz über die Errichtung und das Verfahren der Schiedsstellen für Arbeitsrecht vom 29. Juni 1990, Gbl. I Nr. 38, S. 505;
- Verordnung zu Übergangsregelungen bis zur erstmaligen Wahl der Betriebsräte nach dem Betriebsverfassungsgesetz vom 11. Juli 1990, Gbl. I Nr. 44, S. 715;

### Übergang in bundesdeutsches Recht nach der Wiedervereinigung am 3. Oktober 1990
Der Einigungsvertrag regelte u. a. die Überleitung bestehenden bundesdeutschen Rechts auf das Gebiet der beigetretenen DDR, als auch fortgeltendes Recht der DDR. Mit seinem Inkrafttreten wurden des Weiteren neue Gesetze im wiedervereinten Deutschland gültig. Gleichzeitig wurden auch einzelne bundesdeutsche Gesetze außer Kraft gesetzt.
Im Geschäftsbereich des Bundesministeriums für Arbeit und Sozialordnung wurden Gesetze, Verordnungen und Ordnungen übergeleitet im Rahmen:
- der Arbeitsrechtsordnung;
- des Technischen und sozialen Arbeitsschutzes;
- des Sozialrechts einschl. Sozial-, Kranken-, Renten- und Unfallversicherungsrechts;
- der Arbeitsmarktpolitik, Arbeitsförderung, Arbeitslosenversicherung;
- des Entschädigungsrechts und der Rehabilitation;
- der Förderung der Vermögensbildung

Im Geschäftsbereich des Bundesministeriums für Arbeit und Sozialordnung galten neben den im Absatz „Änderungen im Arbeits- und Sozialrecht der DDR“ aufgezählten Nachwendegesetzen und -verordnungen auch ältere Rechtsgrundlagen der DDR in der jeweils aktuellen Version teilweise und befristet fort, z. B.:
- Achte und neunte Durchführungsbestimmung vom 2. Januar 1957 zur VO über die Sozialpflichtversicherung – Deckung der Lasten bei Arbeitsunfällen und Berufskrankheiten; Gbl. I Nr. 3 S. 21 bzw. Gbl. I Nr. 8 S. 82;
- Verordnung über die Erweiterung des Versicherungsschutzes bei Unfällen in Ausübung gesellschaftlicher, kultureller oder sportlicher Tätigkeiten vom 11. April 1973, Gbl. I Nr. 22 S. 199;
- Arbeitsgesetzbuch (AGB) vom 16. Juni 1977, Gbl. I Nr. 18 S. 185;
- Verordnung zur Sozialversicherung der Arbeiter und Angestellten (SVO) vom 17. November 1977, Gbl. I Nr. 35 S. 373;
- Verordnung über die freiwillige Zusatzrentenversicherung (FZR) vom 17. November 1977, Gbl. I Nr. 35 S. 395;
- Verordnung über die Sozialpflichtversicherung der in eigener Praxis tätigen Ärzte, Zahnärzte, Tierärzte und der freiberuflich tätigen Kultur- und Kunstschaffenden vom 9. Dezember 1977 (Sonderdruck Gbl. Nr. 942);
- Verordnung über den Erholungsurlaub vom 28. September 1978, Gbl. I Nr. 33 S. 365;
- Rentenverordnung vom 23. November 1979, Gbl. I Nr. 43 S. 401;
- Verordnung über die Verhütung, Meldung und Begutachtung von Berufskrankheiten vom 26. Februar 1981, Gbl. I Nr. 12 S. 137 sowie ihre erste Durchführungsbestimmung – Liste der Berufskrankheiten vom 21. April 1981, Gbl. I Nr. 12 S. 139;
- Verordnung über die besondere Unterstützung von Familien mit schwerstgeschädigten Kindern vom 24. April 1986, Gbl. I Nr. 15 S. 243;
- Regelungen für Sonder- und Zusatzversorgungssysteme